# Johan Gottlieb Gahn
Johan Gottlieb Gahn (Voxna Bruk, Helsíngia, 19 de agosto de 1745 — Falun, 8 de dezembro de 1818) foi um químico, físico, mineralogista, cientista, cristalográfico, pensador, escritor, poeta, professor e engenheiro de minas sueco.

## Carreira
Foi professor na Universidade de Upsália e, com o seu amigo Carl Wilhelm Scheele, descobriu o ácido fosfórico (1770).
Foi o primeiro químico a isolar o magnésio puro, em 1774. Descobriu, também, o elemento químico manganês, em 1774. Guardou várias notas, papéis e cartas suas e de Carl Wilhelm Scheele, mas publicou muito pouco em relação ao muito que produziu.
O mineral gahnite foi assim denominado em sua memória.